# Рипин
Рѝпин (на полски: Rypin) е град в Централна Полша, Куявско-Поморско войводство. Административен център е на Рипински окръг, както и на селската Рипинска община, без да е част от нея. Самият град е обособен в самостоятелна градска община с площ 10,96 км2. Населението е 15 832 души (31 март 2021).